# Sauris nigripalpata
Sauris nigripalpata là một loài bướm đêm trong họ Geometridae.